# Paul Jourdain
Pour les articles homonymes, voir Jourdain (homonymie).
Paul Jourdain, né le 28 octobre 1878 à Altkirch (Haut-Rhin) et mort le 26 mars 1948 à Paris (Seine), est un homme politique français. Député puis sénateur du Haut-Rhin, maire d'Altkirch, il est ministre du Travail de 1919 à 1921 et ministre des Pensions entre 1925 et 1926.

## Biographie
Né dans une famille bourgeoise refusant l'annexion de l'Alsace à l'Allemagne, Paul Jourdain quitte Altkirch pour aller faire ses études à Paris, au lycée Janson-de-Sailly, puis son service militaire en France au Havre, au 119e régiment d'infanterie. 
Arrivé premier au concours de l'école supérieure de commerce de Lyon, une fois diplômé, il travaille dans les soieries lyonnaises jusqu'en 1911, année où il retrouve sa ville natale pour reprendre l'entreprise familiale de tissus, les établissements Filature et Tissage X. Jourdain, créé par son grand-père, à la suite du décès accidentel de son frère. Au déclenchement de la Première Guerre mondiale, il essaye de rejoindre la France mais est arrêté par les autorités allemandes. Libéré quelques jours plus tard par l'offensive française, il va alors être affecté comme attaché militaire adjoint à l'ambassade de France en Suisse, à Berne.
Administrateur militaire d'Altkirch et de Dannemarie en novembre 1918, il est élu député en 1919 sur une liste d'Union nationale (qui remporte tous les sièges du département)  et siège au sein du groupe des Républicains de gauche, alors dominé par Louis Loucheur et André Tardieu. L'année suivante, il est élu maire d'Altkirch.
Nommé le 2 décembre 1919 ministre du Travail et de la Prévoyance sociale, en remplacement de Pierre Colliard, dans le second gouvernement Clemenceau, il conserve ce portefeuille jusqu'en janvier 1921 (Gouvernement Alexandre Millerand (1), Gouvernement Alexandre Millerand (2) et Gouvernement Georges Leygues). Il fait ainsi face aux grèves  de 1920.
Après son passage au gouvernement, il préside la Commission de l'assurance et de la prévoyance sociale de la Chambre des députés de 1922 à 1924.
Conservateur d'inspiration sociale, à la mode germanique, il défend comme ministre et comme député, l'extension du droit syndical, la constitution de caisses de retraites pour les mineurs et un projet d'allocation pour les victimes des accidents du travail. Le grand œuvre de son activité fut l'adoption, après des années de débats, en 1927, de son projet d'assurances sociales, ancêtres de la sécurité sociale.
Réélu député en 1924, il est ministre du Travail dans le Gouvernement Frédéric François-Marsal, qui ne tient que quelques jours. Il est ensuite appelé par Aristide Briand dans son gouvernement pour être ministre des Pensions, de novembre 1925 à juillet 1926.
L'année suivante, il quitte la Chambre des députés pour le Sénat où il est élu le 9 janvier 1927 et siège dans le groupe de l'Union démocratique et radicale. En 1932, il est l'un des trois sénateurs directement mis en cause dans l'affaire de la Banque commerciale de Bâle. Il est réélu en 1935.
En juin 1934 il prend la présidence du Comité républicain du commerce, de l'industrie et de l'agriculture , succédant au radical Louis Proust, éclaboussé par l'affaire Stavisky.
Élu vice-président du Sénat en janvier 1940, il vote pour les pleins pouvoirs au maréchal Pétain en juillet, acte qui signera la fin de sa carrière politique.

## Distinctions
- Chevalier de la Légion d'honneur[1]